# Paul Mersmann der Jüngere

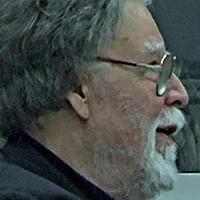
Paul Mersmann, 2008

Paul Mersmann (* 18. März 1929 in Berlin-Dahlem; † 25. Februar 2017 in Creglingen, Baden-Württemberg) war ein deutscher Bildhauer, Maler und Schriftsteller.

## Leben
Paul Mersmann wurde am 18. März 1929 als Sohn des Bildhauers Paul Mersmann der Ältere in Berlin-Dahlem geboren. Nachdem er 1945 noch für kurze Zeit zum Kriegsdienst verpflichtet wurde, begann er 1946 eine dreijährige Ausbildung als Bildhauer in Münster. Ab 1949 war er dort als freier Bildhauer tätig und arbeitete an den Kirchen der Stadt, dem St.-Paulus-Dom und dem fürstbischöflichen Schloss, dem heutigen Sitz der Westfälischen Wilhelms-Universität. In dieser Zeit begann das schriftstellerische Werk des Künstlers, dessen erste literarische Arbeiten heute in den Originalhandschriften, bisher aber weitgehend unerschlossen vorliegen. Darunter ist beispielsweise seine erste Novelle mit dem Titel Die Zecke, bei der ein ins Riesenhafte mutiertes Insekt die frühe Beeinflussung des Künstlers durch Franz Kafka deutlich werden lässt.
Im Herbst 1950 unternahm Paul Mersmann unter der Leitung des Archäologen Max Wegner gemeinsam mit anderen Kunst- und Archäologiestudenten eine Studienreise durch Italien und nach Sizilien, wobei er sich intensiv mit den kulturwissenschaftlichen Arbeiten Jacob Burckhardts auseinandersetzte.
In den 1950er Jahren intensivierte sich die künstlerische Beziehung Mersmanns zu seinem Vater, der von Berlin aus jetzt häufig nach Münster kam. Durch ihn erwarb Paul Mersmann eine intensive Kenntnis der Romane Christoph Martin Wielands, befasste sich mit dem theoretischen Werk Friedrich Schillers und später mit Thomas Mann. Parallel hörte er Vorlesungen in Philosophie und Kunst an der Westfälischen Wilhelms-Universität.
Nach einem einjährigen Aufenthalt in der Nähe von Rom kehrte Paul Mersmann 1961 zunächst nach Deutschland zurück. Er siedelte nach Wiesbaden über, wo seine literarische Tätigkeit wieder einsetzte. Von 1969 bis 1971 lebte er für zwei Jahre in Florenz. Nach seiner Rückkehr nach Deutschland begann er mit der Arbeit an den Tagebüchern, die er in jährlich zusammengestellten Kalendarien fortsetzte.
Ende der 1970er Jahre entstanden größere Wandmalereien in der Mensa Nord der Universität Marburg, in der Villa Glücklich und im Altenstift Hildastraße sowie im Pariser Hoftheater in der Spiegelgasse in Wiesbaden. Sein eigenes Haus in der Wagemannstraße war zu dieser Zeit gleichzeitig Künstleratelier, Galerie und Goldschmiedewerkstatt. Ausgestellt wurden hier unter anderen die Bilder seiner Frau, der Malerin Eleonore Däubler-Mersmann, Holzschnitte von Aristide Maillol und Lithographien des russisch-französischen Bildhauers und Graphikers Ossip Zadkine. Auch in diesem Haus sind umfangreiche Wandmalereien von Paul Mersmann entstanden.
Gemeinsam mit dem Literaturhistoriker und späteren Wiesbadener Lokalpolitiker Michael von Poser gründete Paul Mersmann 1979 die Literaturzeitschrift Der Doppelbogen – Ein deutsches Papierfenster, die im Verlag Kristin Guha erscheint. Bis 1983 veröffentlichte er hier literarische Texte und Zeichnungen. Ebenfalls in diesem Verlag erschien 1979 die erste eigene Publikation Mersmanns unter dem Titel Bergblätter. Es handelt sich um eine Sammlung von Erzählungen, die den von Gustav René Hocke übernommenen Manierismusbegriff zum literarischen Prosaprogramm machen.
Bildhauerische Arbeiten von Paul Mersmann finden sich in Rotenburg an der Wümme und in Wiesbaden. Für den Bahnhofsplatz von Rotenburg entstand der durch die Lektüre von Lautréamonts Die Gesänge des Maldoror beeinflusste Adlermensch als Bronzeguss. Für die Stadt Wiesbaden entwarf er die keltischen Gottheiten Sirona, Epona und Rosmerta, ebenfalls in Bronze.
Eine Sammlung phantastischer, teilweise mystisch-okkulter Novellen gab im Jahr 2002 die Maximilian-Gesellschaft unter dem Titel Kaleidoskopische Schriften heraus. Für eine ab 2003 entstandene unveröffentlichte Romanfolge unter dem Titel Schattenforschungen griff Paul Mersmann diesen Themenkomplex motivisch wieder auf.
Zwischen 1988 und 2008 entstanden die sogenannten A.B.C.-Bücher als alphabetisch angeordnete Aquarellblätter mit eingearbeiteten Textpassagen. Insgesamt entstanden sieben dieser A.B.C.-Bände, von denen zwei als Reproduktionen in Buchform veröffentlicht sind. Die anderen fünf befinden sich in den Händen verschiedener privater Sammler sowie im Gutenberg-Museum in Mainz. In gleicher Weise verfuhr Paul Mersmann in seinen Arbeiten zum Alten Testament, zur Genesis, zum Buch Rut, zum Buch Exodus (2005–2007) sowie zur Offenbarung des Johannes (2010).

## Werk
Während seiner Italienreise im Jahr 1960 fanden für Paul Mersmann die beiden entscheidenden künstlerischen Begegnungen mit Giorgio de Chirico und Gustav René Hocke statt. Mersmann schätzte, im Gegensatz zur vielfach in der Kunstgeschichte vertretenen Meinung, vor allem das Spätwerk de Chiricos, das barocke Formenrepertoire und die daran anschließende neometaphysische Periode. In den seinerzeit fälschlich als Rückfall in überkommene neobarocke Formtraditionen beschriebenen Gemälden de Chiricos fand Mersmann hingegen eine vollkommene figürliche Ausführung und Komposition. Wesentlich für die künstlerische Selbstverortung Mersmanns zwischen dem irrational-magischen Element des Surrealismus und einem humanistisch-intellektualistischen Anspruch wurde ab diesem Zeitpunkt der Manierismusbegriff Gustav René Hockes. Er selbst bezeichnete und verstand sich als Manierist in dem spezifischen von Hocke aus der Enge einer Epochenbezeichnung gelösten Sinn. Er verstand sich damit in der europäischen Tradition einer Interferenz von Ordnungselementen und kosmischer Naturerfahrung, dem „Kult des Disharmonischen“.
Diese Ansätze, das Moment des Irrationalen mit einem intellektualistisch-spielerischen Umgang mit der akademischen Wissenschaft zu verbinden, baute der Künstler in den Jahren 1988/89 umfassend aus, als er die A.B.C.-Bücher konzipierte. Diese Bücher stellen die Verbindung her zwischen dem Schriftsteller Paul Mersmann und dem Bildkünstler. In alphabetischer Anordnung werden hier verschiedene Themen aus Naturwissenschaft und Technik in surrealistische Einzelkomplexe aufgelöst und in Bild-Text-Form als Aquarelle mit eingearbeiteten Textpassagen umgesetzt. Paul Mersmann begann insofern, wie von Hocke definiert, nicht mit dem Wort, dem Satz oder einem literarisch gefügten sprachlichen Ganzen. Er begann beim einzelnen Buchstaben. In den A.B.C.-Büchern erprobte er die Kontrastierung einer sprachlichen Logik mit den irregulären Möglichkeiten der Sprache – der Sprache als „Wortwaffe“ (Mersmann, Das ikonographische A.B.C.) Dabei steht Sprache hier nicht allein für eine geschriebene Form. Bei Paul Mersmann schließt sie die bildliche Darstellung unmittelbar ein. Bild und Text überlagern sich gegenseitig.

### Die frühen Arbeiten: Münster und Anticoli Corrado
In den um 1960 entstandenen Arbeiten ist der Übergang von der spätsurrealistischen Frühphase zum – weiterhin surrealistisch interpretierten – Manierismus Hockescher Prägung nachvollziehbar. Das 1959 entstandene Gemälde Furore mit seinen requisitenhaften Details und einer an Picassos Guernica geschulten Komposition lässt die Schrecken des Krieges ohne realistische Anleihen als Schrecken der Psyche erstehen.

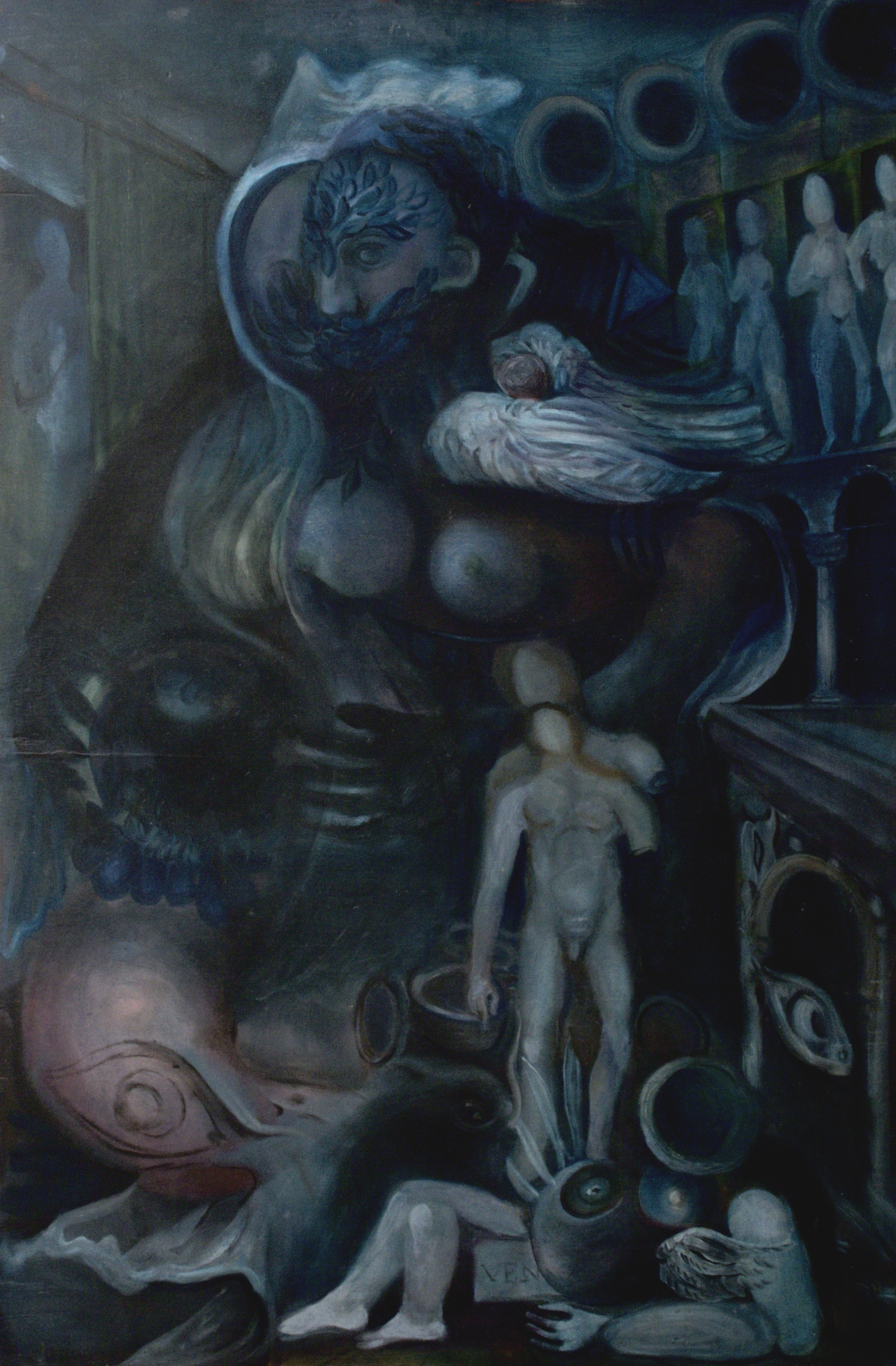
Saturnische Bibliothek

1960  malte Mersmann mit Römischer Traum, Der Tisch des Lucullus und Saturnische Bibliothek Bilder, deren Formensprache der ›dunklen‹ Seite der nachbarocken europäischen Malerei verpflichtet ist. In ihnen findet Mersmann einen frühen postmodernen Zugang zur sogenannten Protomoderne. An die Stelle programmatischer Modernität trat eine Hermeneutik der Moderne, wie sie in den 1960er Jahren von den Geisteswissenschaften ausgebildet wurde.
In den Zeichnungen und Graphiken jener Jahre zeigt sich der Übergang beider Phasen in der Spannung zwischen einer traumhaft-mechanisch-spielerischen und einer dynamisch-phantasmagischen Linie (Pantagruels Frau auf nächtlicher Suche nach ihrem Mann, Erste Orakelmaschine,  Abgezogenes Holzpferd mit Maulkorb, 1960, Spannungsfelder im Ruhrgebiet, dagegen Die Reste des Weißen Hauses, Schneckenarchitektur, Der Erfinder). Auch hier setzt sich letztere in den siebziger Jahren durch (Schwarzes Löwenfeuer, Unbegreifliche Herrschaften).

### Die achtziger Jahre: Wiesbaden, Marburg, Schaidt

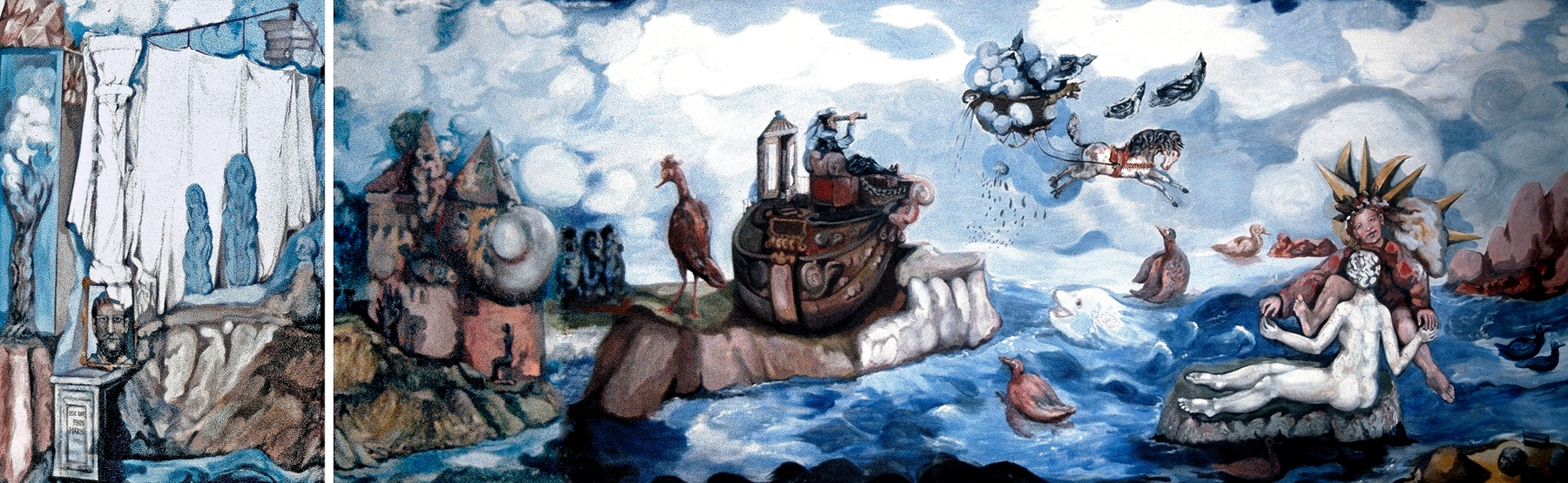
Hic est finis maris

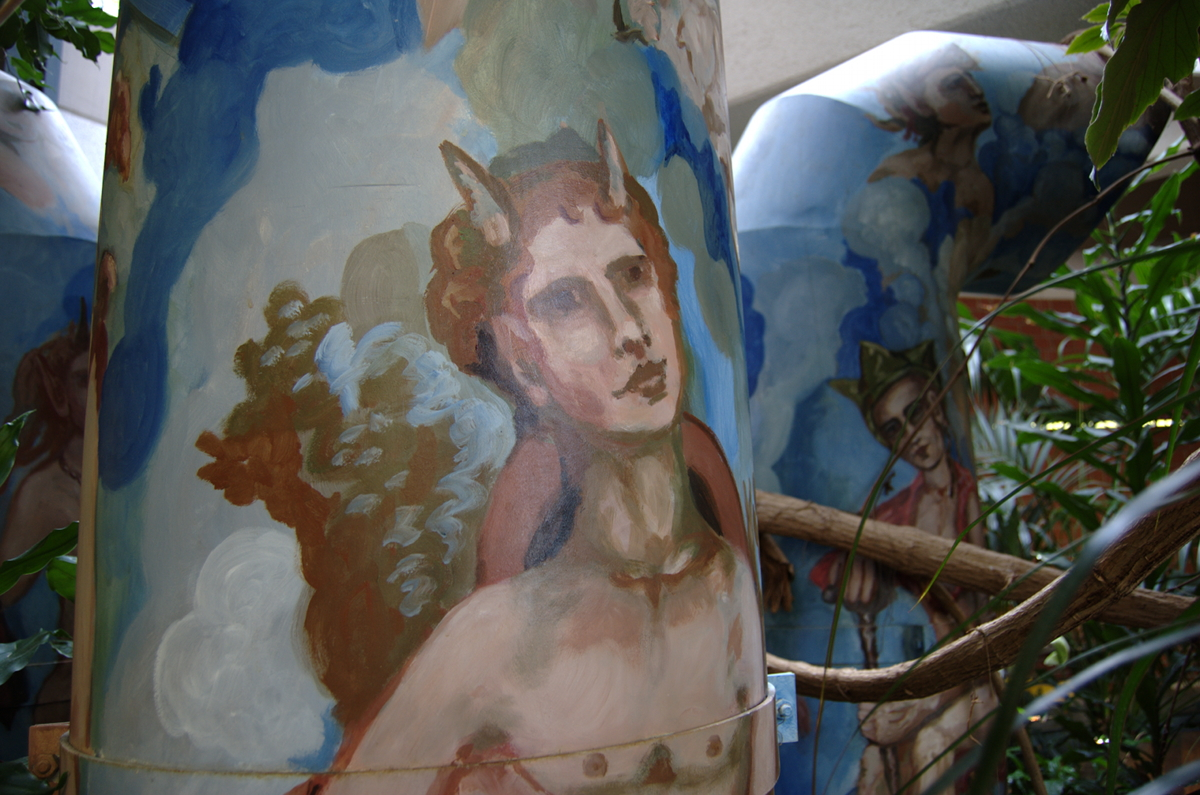
Die Marburger Rotte

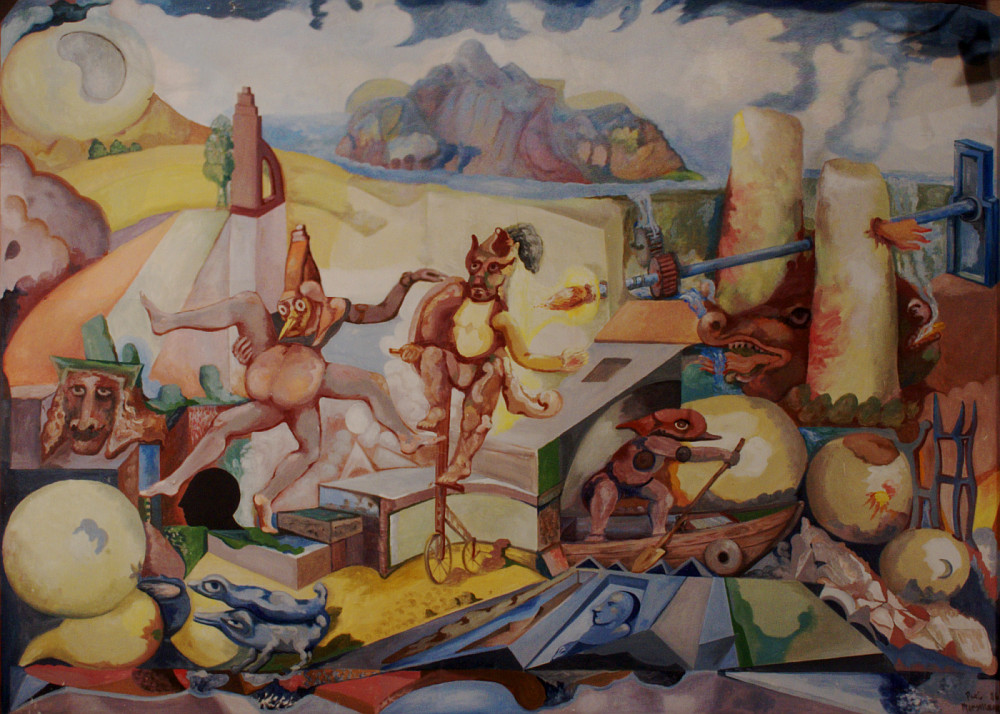
Zirkus

In den 1980er Jahren entstand eine Serie von Wandmalereien. Zu ihnen gehören die Gemälde der Wiesbadener Villa Glücklich einschließlich des Gelben Zimmers, das monumentale Wandbild Hic est finis maris in Schaidt, die virtuose Bemalung der Abzugsröhren der Marburger Mensa Nord Die Marburger Rotte, das Wandbild Zirkus im Wiesbadener Pariser Hoftheater, sowie Ungestüme Reise im Durchgang zwischen Wagemannstraße und Grabenstraße. Formal und motivisch sind in diesem Zusammenhang auch die Acht Rätselbilder des Hildastifts  zu nennen. Man kann diese Arbeiten, ohne sie allegorisch zu lesen, als malerische Lektionen über die Kunst und ihre wechselnden Voraussetzungen in der Geschichte betrachten. In ihnen gelang dem Maler ein ästhetischer Weltentwurf von großer Kraft und Originalität. Beispielhaft für diese „gedrängte Abbreviatur europäischer Zustände“ ist Die Geburt der Moderne. „Das Bild markiert in Mersmanns Werk einen Höhepunkt: dank der Originalität und Gedrängtheit der Komposition, der intensiven und ausgewogenen Farbigkeit, der durchgearbeiteten Details, der Vielfalt symbolischer und ikonographischer Bezüge und der Komplexität seiner Aussage zählt es zu den bedeutendsten Werken der Zeit.“

### Die A.B.C.-Bücher
Gegen Ende der 1980er Jahre wechselte Mersmann zum kleineren Format der A.B.C.-Bücher. Die  Motive der Einzelblätter gruppieren sich lose um einen thematischen Kern, der durch den Titel vorgegeben wird. Bildphantasie und -auslegung greifen ineinander und erzeugen ein phantasmagorisches Ganzes. Für den gelehrten Künstler erfüllte sich darin der manieristische Grundsatz „Obscurum per Obscurius, Ignotum per Ignotius“ („Dunkles durch Dunkleres, Unbekanntes durch Unbekannteres“) Herauszulesen ist das bereits aus den Auslassungen der Druckfassung von Wasserlösliche Zwischenstufen der Heilkunst über die Scheinwahrheiten der Medizin und ihre Beziehungen zur Kunst. Kritik am Physikalismus und Moralismus der Moderne, an Vernunft- und Faktengläubigkeit verbindet sich mit spielerisch-alchimistischer Gelehrsamkeit in einer medienskeptischen Perspektive. Programmatisch stehen dafür das tautognomische und das ikonographische A.B.C. sowie die späten Gutenberg-Blätter und das Farbwasser-Musikalische A.B.C. Bezeichnend ist das Motto des zuletzt genannten Buches: „für unbekannte Naturen / der musikalischen / Sprachwissenschaft / eines nur noch hörbaren / Zeitalters mit Farbe / in kaltem Wasser gelöscht“. Die Affinität zu Traumbildern, vergleichbar den Collagen Max Ernsts, prägt alle A.B.C.-Blätter, aber: „schon ihre kommentierend-interpretierende Beschriftung signalisiert Distanz zur Vision, Reflexivität und den Willen zur Konstruktion.“
Mit den A.B.C.-Büchern formal und motivisch verwandt sind die Zeichnungen zum gemeinsam mit Ulrich Schödlbauer und Anne Corvey verfassten Alphazet (seit 2007 im Netz). Allerdings tritt hier der Text, entsprechend dem Begleitcharakter der Zeichnungen, in den Hintergrund.

### Die Bibelillustrationen
Mersmanns Bibelillustrationen schließen formal an die A.B.C.-Bücher an. Es handelt sich um Aquarellzeichnungen mit z. T. ausführlichen Textteilen zu ausgewählten Stellen des Alten Testaments bzw. der Apokalypse. Der Unterschied zu den vorangegangenen Arbeiten liegt vor allem im thematischen Bereich. Nachdrücklicher als auf den A.B.C.-Blättern präsentiert sich der Künstler seinen Lesern in der Persona des gnostischen Denkers Paulus Homomaris (Paul Mersmann'). Mit seinen ›sehr ernsten Scherzen‹ (Goethe) stellt sich Mersmann sichtbar in die religionskritische Tradition Nietzsches und Lautréamonts. Manches daran berührt sich mehr oder weniger indirekt mit Gedanken Georges Batailles und des französischen Poststrukturalismus. Anderes erinnert an die Christologie des Widerstandstheologen Dietrich Bonhoeffer. Doch auch hier behält der Rätselcharakter der Blätter das Übergewicht über den (schein)argumentativen, von irregulären Wortprägungen und bizarren Sprachelementen durchsetzten Text.

## Werkverzeichnis

### Bildnerische Werke
- 1957/58 – Furore
- 1958 – Löwe Adam
- 1960 – Römischer Traum. In memoriam Francesco Borromini, Öl auf Sperrholz, 120 × 100 cm
- 1960 – Der Tisch des Lucullus, Öl auf Leinwand, 95 × 120 cm
- 1960 – Saturnische Bibliothek, Öl auf Sperrholz, 122 × 80 cm
- 1980er – Ruhender Faun, Tafelbild auf Holz, 21 × 13 cm
- 1980er – Miniatur, Papier, 7 × 8 cm
- 1980er – Porträt Karl-Heinz Vesterling
- 1980er – 3 Wandbilder
- 1981 – Pan, Tafelbild, 25,5 × 34,5 cm
- 1982/83 – Die Geburt der Moderne, Tafelbild, 570 × 245 cm
- 1982/83 – Der Heilige Sebastian der Frauen, Tafelbild, 350 × 265 cm
- 1983 – Marco Polo erhält den Auftrag, Venedig zu verlassen, Tafelbild
- 1983 – Das venezianische Zimmer, Wandmalereien
- 1983 – Acht Rätselbilder, Hildastift Wiesbaden
- 1983 – Seelandschaft
- 1985 – Die Marburger Rotte, Mensa Marburg Lahnberge
- 1986 – Zirkus, Theater-Szene, ca. 5 × 7 m, Pariser Hoftheater Wiesbaden
- 1987 – Triptychon
- 1987 – Die Stadt auf dem Berg
- 1988 – Der siebente Ring, Aquarell, 22 × 25 cm
- 1988 – Porträt Nora Schütz, Leinwand, 74 × 84 cm
- 1989 – Porträt Jürg Köllmann, Öl auf Leinwand, 85 × 75 cm
- 2007 – Arminius Magnus, Öl auf Leinwand
- 2007 – Grasteufel, Aquarell, 24 × 16,5 cm
- ohne Datum – Der Domspeicherer, Graphik

### Bildhauerische Werke
- 1978/79 – Zwei Porträtreliefs: Joachim von Appen, Paul Mersmann (Marmor)
- Keltische Gottheiten: Rosmerta, Sirona, Epona (Bronzen, Wiesbaden)
- Adlermensch (Bronze, Rotenburg/Wümme)
- etwa 1979/80 – Bronzeporträt Ernst Mühlendyck

### Schriften
- 1979 – Bergblätter (Erzählungen)
- 1982 – Vorwort und Gedichte im Ausstellungskatalog zu Clifford Holmead
- 1998 – Darmstädter Flugblatt zur künstlerischen Gegenaufklärung No. 1 u. 2
- 2002 – Kaleidoskopische Schriften (Erzählungen)
- 2007 – Chirico (online, Grabbeau Museum im Netz)
- 2007 – Ein Diener Chiricos (online, Grabbeau Museum im Netz)
- 2007 – Kunst und Raub (online, Grabbeau Museum im Netz)
- 2007 – Ein keltisches Zeichen (online, Grabbeau Museum im Netz)
- 2007 – Goethe auf einem Bild (online, Grabbeau Museum im Netz)

### A.B.C. – Bücher
- 1988 – Wasserlösliche Zwischenstufen der Baukörper (Aquarelle und Kommentare)
- 1989 – Wasserlösliche Zwischenstufen der Heilkunst (Aquarelle und Kommentare)
- 1988 – Das tautognomische A.B.C. (Buch in losen Seiten, Aquarelle und Kommentare)
- 1988 – Das ikonographische A.B.C. (Buch in losen Seiten, Aquarelle und Kommentare)
- 2004 – La doux marmelade (Buch in losen Seiten, Aquarelle und Kommentare)
- 2004 – Sechsundzwanzig Blätter zur Förderung der Legendenbildung um Gutenberg (Buch in losen Seiten, Aquarelle und Kommentare)
- 2007/08 – Musik A.B.C. (Buch in losen Seiten, 26 Aquarelle und Kommentare und 5 zusätzliche Blätter)

### Illustrationen
- 1996 – Gérard de Nerval, Aurelia (10 Originalradierungen)
- 2005 – Gustave Flaubert, Bücherwahn (Radierungen)
- 2005/06 – Das Buch Genesis (Aquarelle und Kommentare)
- 2007 – Das Buch Ruth (Aquarelle und Kommentare)
- 2007 – Das Buch Exodus (Aquarelle und Kommentare)
- 2007 – G 8 – Eine Messe in Heiligendamm (8 Blätter, Aquarelle und Kommentare)
- 2007 – Heinrich Heine, Deutschland ein Wintermärchen (Aquarelle)

### Illustrationen und Einblattdrucke für The Bear Press, Bayreuth
- zu Wolfgang Hildesheimer, Bericht einer Reise
- zu Gustave Flaubert, Bücherwahn
- zu Salvator Rosa, Schmährede eines beleidigten Affen gegen die Malkunst
- Der König der Magie des Zeitrades. Aus dem Kalacakra-Tantra-Raja:(Holzschnitte)
- zu Friedrich Georg Jünger, Der Archivar
- Der ausgeklopfte Christus – Text und Bild von Paul Mersmann
- Der Sammler – Text und Bild von Paul Mersmann
- zu Emanuel Swedenborg, Flammenhölle
- zu Franz Kafka, Auf der Galerie

### Graphiken
Auswahl
- 1982 – Geduld, Radierung
- 1994 – Orlando furioso, Radierung, 9,7 × 9,7 cm
- 1995 – Tabula contra simulatio et odium dui germaniae u. a., 6 Blätter, Radierungen
- 2000 – Spaziergang eines belesenen Hirsches, Radierung, 10,8 × 7 cm
- 2003 – Von Bibel zu Babel. Kassandrische Andachtsblätter, Radierungen

### Zeichnungen
Auswahl
- 1954 – Porträt Benno Kersting
- 1987 – Das ferne Handgebirge